# 无镫螳属
无镫螳属（学名：Astape）为哈氏螳科的一个属。

## 下属物种
本属包括以下物种：
- 齿颈无镫螳 Astape denticollis Stal, 1877